# The Warriors EP, Volume 2
The Warriors EP, Volume 2 é o terceiro EP da banda californiana de new metal, P.O.D., lançado em 15 de Novembro de 2005 pela gravadora Atlantic Records e foi o último álbum da banda a ser produzido por Travis Wyrick.
Foram feitas apenas 40,000 cópias.

## Faixas
1. "If It Wasn't For You" - 3:40
2. "Teachers" (Palm Springs Demo) - 4:28
3. "Ya Mama" (Palm Springs Demo) - 3:10
4. "Why Wait?" - 3:41
5. "Eyes of a Stranger" - 4:18
6. "Boom" (Live At Cornerstone) - 5:14
7. "Wildfire" (Live At Cornerstone) - 3:22

Notas
As músicas "Teachers" e "Ya Mama" (corresponde a música "Sounds Like War") são demos do álbum Testify e as músicas "Boom" e "Wildfire" foram gravadas ao vivo no festival de música cristã Cornerstone. As músicas "If It Wasn't For You", "Why Wait?" e "Eyes Of a Stranger" possuem um tom mais ousado de reggae do que das músicas dos álbuns anteriores da banda.

## Participações de outros artistas
- Edi Fitzroy - Vocal na canção "Why Wait?";
- Tim Pacheco - Vocal e percussão nas canções "Why Wait?" e "Eyes of a Stranger" e trompete na "Why Wait?";
- ODZ - Vocal na canção "Why Whait?" e "Eyes Of a Stranger".